# 알렉산드로스 쿠문두로스

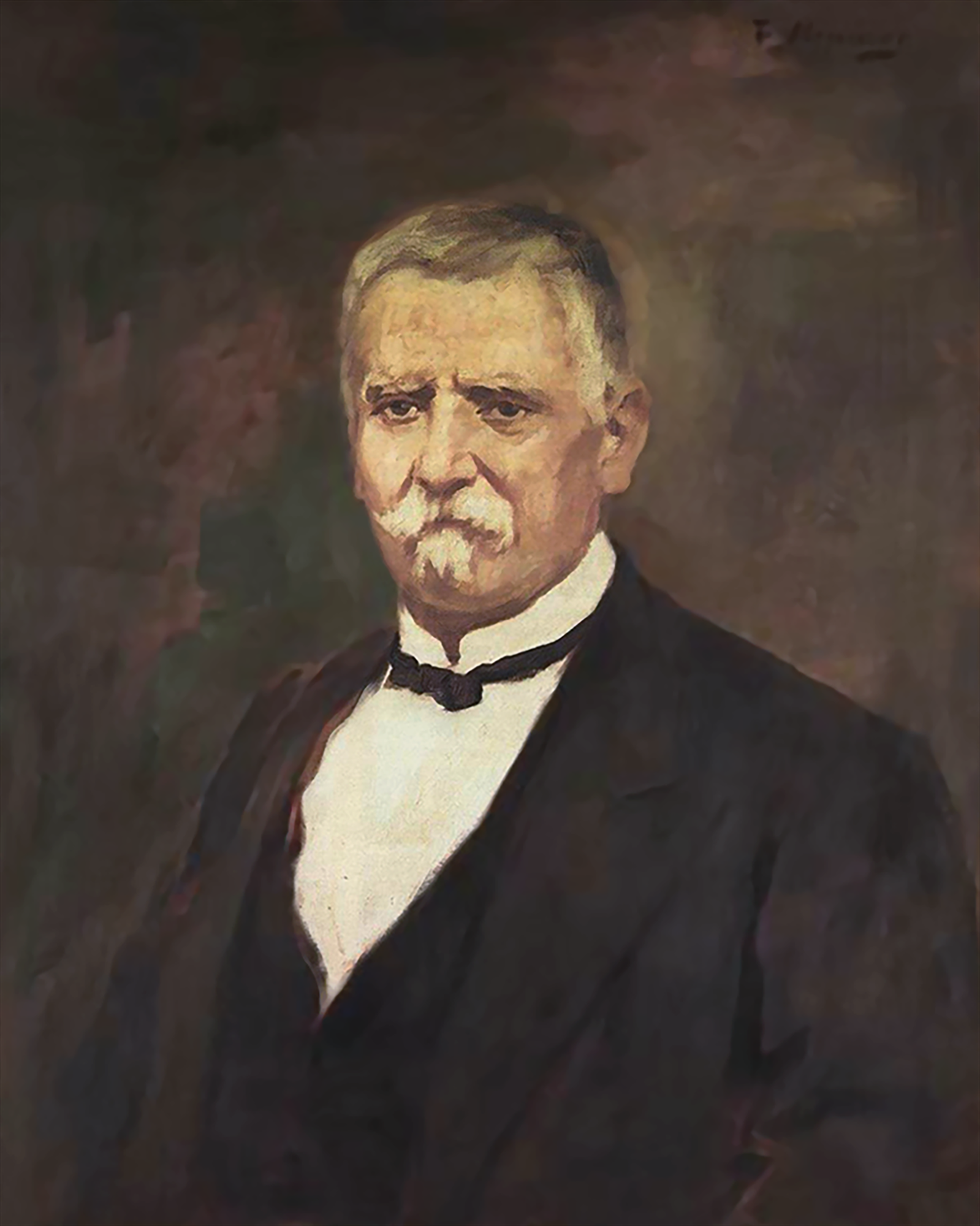
알렉산드로스 쿠문두로스.

알렉산드로스 쿠문두로스(그리스어: Αλέξανδρος Κουμουνδούρος, 1817년 ~ 1883년 2월 26일)는 그리스의 정치가이다. 마니반도의 메시니아 쪽 지역에 있는 캄포스 태생이다. 그는 오스만 제국이 이 지역을 통치하던 마지막 시기에 태수를 지낸 스피리도나스-달라니스 쿠문두로스의 아들이다. 그리스의 총리를 지냈다.

## 같이 보기
- 그리스 독립 전쟁
- 하릴라오스 트리쿠피스